# Университет Южной Дакоты
Университет Южной Дакоты (англ. The University of South Dakota, сокращённо USD) — американский общественный университет, расположенный в городе Вермиллион в штате Южная Дакота, имеет кампус площадью 116 га. USD является старейшим общественным университетом штата, он был основан в 1862 году, а обучение студентов началось в 1882 году. В Университете Южной Дакоты имеются единственные в штате медицинская и юридическая школы. С 1913 года университет состоит в Северо-центральной ассоциации колледжей и школ.

## Известные выпускники
- Даугард, Деннис — американский политик, 32-й губернатор штата Южная Дакота (2011—2019).
- Джонсон, Тимоти Питер — американский политик, сенатор США от штата Южная Дакота (1997—2015).
- Лоуренс, Эрнест Орландо — американский физик, лауреат Нобелевской премии (1939).
- Мортенсон, Грег — американский филантроп.
- Тьюн, Джон — американский политик, сенатор США от штата Южная Дакота (с 2005 года).
- Фаррар, Фрэнк — американский политик, 24-й губернатор штата Южная Дакота (1969—1971).